# Sky Documentaries
Sky Documentaries é um canal de televisão pago britânico de propriedade e operado pela Sky, uma divisão da Comcast, que foi lançado em 27 de maio de 2020. O canal transmite programação importada da HBO, juntamente com novas programações originais e adquiridas.  Também pode ser assistido por meio de transmissão ao vivo e box sets no serviço de streaming da Sky, Now.

## Marca
O logotipo consiste no logotipo da Sky colorido em vermelho seguido pela palavra "documentaries " em um fundo vermelho. O logotipo era originalmente preto, mas depois foi alterado para vermelho.
Desde maio de 2020, o canal é patrocinado pela fabricante de automóveis do Reino Unido Jaguar .

## Versões internacionais
Em 1º de julho de 2021, o Sky Documentaries foi lançado na Itália, juntamente com o Sky Nature, o Sky Investigation (versão local do Sky Witness) e o Sky Serie (versão local do Sky Max).
Em 9 de setembro de 2021, o Sky Documentaries foi lançado na Alemanha, Áustria e Suíça.